# Soul Quest
Soul Quest è il decimo album in studio della cantante giapponese Misia, pubblicato nel 2011.

## Tracce
1. Soul Quest Overture – 1:53
2. This Is Me – 3:56
3. Edge of This World – 4:36
4. Subarashii Mono Sagashi ni Ikou (素晴らしいもの探しにいこう) – 3:37 – featuring Muro
5. Kioku (記憶) – 5:09
6. Ame no Sonata (雨のソナタ) – 3:35
7. Kimi ni wa Uso o Tsukenai (君には嘘をつけない) – 5:34
8. Manatsu no Chameleon (真夏のカメレオン) – 3:41
9. Maware Maware (featuring M2J [MURO & JP] & Francis Jocky) – 3:40
10. Life in Harmony – 5:02
11. Ashita e (明日へ) – 4:43